# Leopold von der Osten (Politiker)
Leopold Julius Felix Graf von der Osten-Jannewitz (* 16. Juni 1841 in Groß Jannewitz; † 9. September 1916 das.) war ein preußischer Fideikommissbesitzer und Politiker. 
Er war ein Angehöriger der uradligen Familie von der Osten. Sein Vater Julius von der Osten (* 1808; † 1878) war Besitzer des Rittergutes Groß Jannewitz im pommerschen Kreis Lauenburg und Mitglied des Preußischen Herrenhauses. Seine Mutter war Thusnelda Therese Louise Wilhelmine, geborene von Kleist  (* 1809; † 1889). Leopold hatte mehrere Geschwister, so u. a. den Leutnant Wilhelm von der Osten  (* 1835; † 1879), der zuerst den väterlichen Besitz erbte, aber unvermählt blieb. Des Weiteren waren die Schwestern Marie, Margarethe, Elisabeth und Helene, sowie die anderen Brüder Erimar  (* 1844; † 1888) und Gerhard (* 1847; † 1879), beide Letztgenannten aktive Offiziere.  
Leopold von der Osten stiftete 1892 das Fideikommiss Jannewitz. 1897 wurde er in den preußischen Grafenstand gehoben. 1899 wurde er auf Präsentation des Verbandes des Pommerschen Schlossgesessenen Geschlechts von der Osten zum Mitglied des Preußischen Herrenhauses auf Lebenszeit berufen. Ferner wurde er 1916 im Wahlkreis Lauenburg zum Mitglied des Provinziallandtages der Provinz Pommern gewählt.
Leopold von der Osten hatte 1878 in Hannover Helene von Barby (* 1860; † 1939) geheiratet. Tochter Leonie heiratete 1908 den späteren GFM August von Mackensen, Tochter Herta ebenso 1908 den Gutsbesitzer Horst von Restorff-Lindenau, Sohn Friedrich liierte sich 1919 mit Maria Horsch, Sohn Rüdiger 1933 mit Anneliese von Besser. Der zweitjüngste Sohn Erimar starb 1917 als Oberleutnant. Helene und Leopold von der Osten haben sieben Enkelkinder.  